# Jakob Ludwig Schönfeld
Jakob Ludwig Schönfeld (* 1. März 1785 in Nierstein; † 1. April 1866 in Wendelsheim) war ein deutscher Soldat in den Napoleonischen Kriegen und Ritter der Ehrenlegion.

## Leben
Schönfeld war Sohn des Pfarrers Ludwig Heinrich Schönfeld (1750–1824) und dessen Frau Wilhelmina Philippina geb. Wagner (1761–1841). 1789 übernahm sein Vater eine Pfarrstelle in Wendelsheim. Im Alter von 17 Jahren trat er als Freiwilliger der kaiserlich-französischen Armee bei. Die Feldzüge führten ihn nach Frankreich, Spanien und Italien. 1815 kehrte er als Chevalier de l’ordre royal de la légion d’honneur nach Wendelsheim zurück. In der Folge bemühte er sich vergeblich um eine Aufnahme in das Heer des Großherzogtums Hessen.
Den Rest seines Lebens verbrachte er als Landwirt und Winzer in Wendelsheim. Er blieb zeit seines Lebens ein überzeugter Anhänger Napoleons und setzte sich für die Errichtung diverser Veteranendenkmäler ein. Sein Name ist auf dem Gedenkstein in Wöllstein zu finden.
| Personendaten    | Personendaten                            |
| ---------------- | ---------------------------------------- |
| NAME             | Schönfeld, Jakob Ludwig                  |
| KURZBESCHREIBUNG | deutscher Soldat, Ritter der Ehrenlegion |
| GEBURTSDATUM     | getauft 1. März 1785                     |
| GEBURTSORT       | Nierstein                                |
| STERBEDATUM      | 1. April 1866                            |
| STERBEORT        | Wendelsheim                              |